# Thryallis maculosus
Thryallis maculosus là một loài bọ cánh cứng trong họ Cerambycidae.